# Аделантадо
Аделанта́до (исп. adelantado — первопроходец) — в колониальной Испании титул конкистадора, который направлялся королём на исследование и завоевание земель, лежащих за пределами испанских владений.
Первыми заморскими аделантадо были родственники Колумба — брат Бартоломео и сын Диего. Аделантадо Бимини был Понсе де Леон, южных морей — Нуньес де Бальбоа, островов Пряностей — Магеллан, Перу — Писарро, Чили — Диего де Альмагро, Эквадора, Никарагуа и юго-запада Колумбии — Себастьян де Белалькасар, Центральной Америки — Педро де Альварадо, Северной Америки — Эрнандо де Сото, Флориды — Менендес де Авильес, Филиппин — Лопес де Легаспи.